# Fatou Jaw Manneh
Fatou Jaw Manneh (häufig auch Jaw-Manneh, geboren 1967 oder 1968 in Sukuta/Foni Bullock) ist eine gambische Journalistin.

## Leben

### Familie
Jaw Mannehs Vater (gest. 2007) war gehörte der Ethnie der Mandinka an, ihre Mutter ist Fulbe. Einer ihrer Brüder arbeitet als Lehrer. Der General Ansumana Manneh war ihr Cousin väterlicherseits. Jaw Manneh war verheiratet und hat zwei Söhne.
Nach der High School arbeitete Jaw Manneh als Rezeptionistin beim Kombo Beach Hotel. Nachdem sie eine Vielzahl von Leserbriefen an den Daily Observer verfasst hatte, traf sie den Herausgeber Kenneth Best, der sie als erste weibliche Reporterin der Zeitung einstellte.
Nach dem Staatsstreich durch Yahya Jammeh 1994 beantragte sie in den USA politisches Asyl. Um 2004 studierte sie in einem Masterstudiengang an der Johns Hopkins University in Washington, wo sie mehrere Jahre lebte. Außerdem arbeitete sie in einer Bank und schrieb für die Internetseite AllGambian.net.

### Festnahme 2007 und Prozess
Am 28. März 2007 wurde sie am Banjul International Airport festgenommen, nachdem sie anlässlich des Todes ihres Vaters nach Gambia eingereist war. Anlass war ein regierungskritischer Artikel, der 2004 in The Independent veröffentlicht wurde. Die Festnahme erfolgte durch den Nachrichtendienst National Intelligence Agency, der direkt dem Präsidenten unterstellt war.
Während der Verhandlung erfuhr Jaw Manneh Unterstützung von internationalen Organisationen, etwa durch die Schriftstellervereinigung P.E.N. Nach eineinhalb Jahren Prozessdauer wurde sie im August 2008 zu vier Jahren Haft oder 250.000 Dalasi (umgerechnet ca. 12.000 US-Dollar) Strafe verurteilt, die sie innerhalb weniger Stunden zahlen musste. Mithilfe ihrer Familie, von Freunden und der Gambia Press Union konnte sie die Strafe bezahlen und kehrte in die USA zurück.
Jaw Manneh klagte vor dem Community Court of Justice der Westafrikanischen Wirtschaftsgemeinschaft (ECOWAS) gegen das Urteil und bekam im Februar 2018 eine Wiedergutmachung von einer Million Dalasi zugesprochen. Ende Mai 2019 zahlte die gambische Regierung 25.000 US-Dollar an sie aus.

### Nach 2008
Jaw Manneh kehrte in die USA zurück, wo sie in Minneapolis, Minnesota, lebte und ab August 2009 bis mindestens 2016 die gambische Nachrichtenseite maafanta.com betrieb und sich gegen Jammeh einsetzte.
Nach der Präsidentschaftswahl in Gambia 2016, bei denen Jammeh von Adama Barrow abgelöst wurde, kehrte sie nach Gambia zurück und begann eine Tätigkeit beim vom gambischen Unternehmer Muhammed Jah betriebenen TV-Sender QTV. Sie verließ den Sender bereits im April oder Mai 2018 wieder.

## Auszeichnungen
2007 erhielt sie für ihre Arbeit den Oxfam Novib/PEN Award for Freedom of Expression.
2009 wurde sie von Human Rights Watch als Anerkennung für ihren Einsatz für die Pressefreiheit mit dem Hellman/Hammett Award ausgezeichnet.